# Gamma Velorum
Gamma Velorum (γ Vel) – najjaśniejsza gwiazda w  gwiazdozbiorze Żagla, odległa od Słońca o około 1120 lat świetlnych.

## Nazwa
Oznaczenie Bayera Gamma Velorum wiąże się z faktem, że była ona trzecią co do jasności w historycznym gwiazdozbiorze Okrętu Argo, który w XIX wieku został podzielony na Żagiel, Kil i Rufę.
Starożytni Arabowie nazywali tę gwiazdę Suhail al Muhlif (arab. ‏سهيل المحلف‎ Suhail al-muḥlif, „Suhail Przysięgi”). Nazwą Suhail określano kilka gwiazd widocznych z Arabii tuż nad południowym horyzontem, w tym Kanopusa i Lambda Velorum. Gamma Velorum ma także nowoczesną nazwę Regor, która została nadana przez astronautów programu Apollo. Spośród 36 gwiazd wykorzystywanych przez nich w astronawigacji, trzy nie miały powszechnie używanych nazw własnych. Astronauci nazwali je na cześć kolegów, którzy zginęli w 1967 roku w pożarze podczas rutynowego testu na pokładzie statku Apollo 1. Czytana wspak nazwa „Regor” upamiętnia astronautę Rogera Chaffeego. Międzynarodowa Unia Astronomiczna w 2016 roku orzekła, że nazwa Suhail odnosi się wyłącznie do Lambda Velorum, na razie nie rozstrzygając kwestii oficjalnej nazwy Gamma Velorum.

## Charakterystyka obserwacyjna
Obserwowana wielkość gwiazdowa Gamma Velorum to 1,75m. Przez niewielki teleskop można rozdzielić dwa składniki tego układu wielokrotnego, z których jaśniejszy (Gamma Velorum A, γ² Vel) ma wielkość obserwowaną 1,83m, a słabszy, wschodni (Gamma Velorum B, γ¹ Vel) ma wielkość 4,17m.
Ta gwiazda nieba południowego jest widoczna dla obserwatorów na południe od równoleżnika 42° N (nie jest widoczna z terenu Polski).

## Charakterystyka fizyczna

### Gamma² Velorum
Jaśniejszy składnik jest gwiazdą spektroskopowo podwójną, którą tworzy gwiazda typu widmowego O oraz gwiazda Wolfa-Rayeta. Składniki układu okrążają wspólny środek masy w czasie 78,5 doby, orbity mają mimośród 0,3. Gwiazdy średnio dzieli 1,2 au, ale mogą zbliżać się na 0,8 au.
Do tego układu należy najjaśniejsza na niebie i najbliższa Słońca gwiazda Wolfa-Rayeta. Jest ona bardzo gorąca (57 000–70 000 K), jej jasność jest 100 tysięcy razy większa niż jasność Słońca i większość promieniowania emituje ona w ultrafiolecie. Ma obecnie masę 8,4–9,6 razy większą niż Słońce, ale początkowo miała masę około 35 M☉. Jest to związane z bardzo dużą utratą masy poprzez wiatr gwiazdowy – obecnie gwiazda traci masę ponad sto milionów razy szybciej niż Słońce (w tempie 10−5 M☉ na rok). Odrzuciła już całą otoczkę wodorową i większość helu, przez co jej atmosfera jest bogata w węgiel, produkt reakcji termojądrowych. Gwiazda jest w ostatnich fazach swojej ewolucji i zakończy życie jako supernowa.
Klasa spektralna składnika typu O nie jest pewna, może być jeszcze na ciągu głównym lub już w stadium błękitnego olbrzyma. Ma on masę 27–30 M☉, początkowo była ona wyższa, choć mniejsza niż masa towarzyszącej mu gwiazdy Wolfa-Rayeta. Temperatura tego składnika to około 32 500 K, jasność jest około 180 tysięcy razy większa niż jasność Słońca, a promień to około 13 R☉. Składnik ten także emituje silny wiatr gwiazdowy, choć tempo utraty masy jest około 25 razy niższe niż w przypadku towarzyszki. Zderzające się wiatry obu gwiazd powodują emisję promieniowania rentgenowskiego. Ten składnik także zakończy życie jako supernowa.

### Gamma¹ Velorum
Oddalony o 40,3 sekundy kątowej (w 2009 r.) składnik Gamma Velorum B również jest gwiazdą spektroskopowo podwójną. Jej głównym składnikiem jest błękitny olbrzym, gwiazda typu widmowego B2. Dwa składniki tego systemu obiegają wspólny środek masy w czasie 1,48 doby.

### Pozostali towarzysze

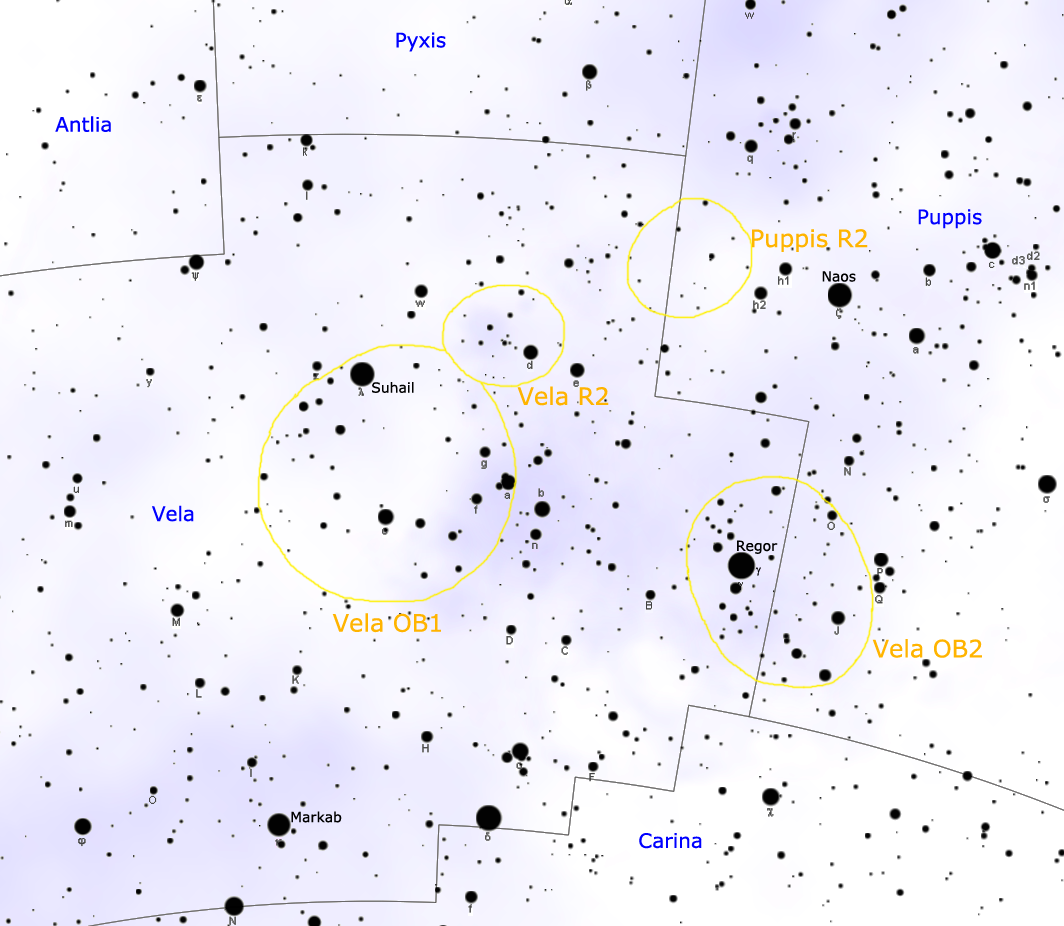
Asocjacje gwiazdowe w gwiazdozbiorach Żagla i Rufy

Washington Double Star Catalog wymienia trzy dalsze, optyczne składniki, które mogą być związane z układem Gamma Velorum. Składnik C ma wielkość 7,3m i jest niebieskobiałą gwiazdą typu B6 V, oddaloną o 61,5″ (pomiar z 2009 r.) od Gamma Velorum A. Składnik D jest odległy o 93,9″ od gwiazdy A i ma wielkość 9,4m; towarzyszy mu składnik E o wielkości 12,8m, oddalony o 1,5″ (pomiar z 1949 roku).
Gamma Velorum i pobliskie gwiazdy należą do asocjacji gwiazdowej, stanowiącej część większej asocjacji Vela OB2. Powstanie tego systemu, najmasywniejszego w asocjacji, prawdopodobnie doprowadziło do usunięcia gazu międzygwiazdowego i zatrzymania procesu powstawania gwiazd.